# الکسیا
الکسیا (انگلیسی: Alexia؛ زادهٔ ۱۹ مهٔ ۱۹۶۷) خوانندگی اهل ایتالیا است. وی از سال ۱۹۹۰ میلادی تاکنون مشغول فعالیت بوده‌است. او از دهه ۱۹۹۰ ترانه‌هایی به زبان انگلیسی می‌خواند واز دهه ۲۰۰۰ به‌بعد به خواندن ترانه‌هایی به زبان ایتالیایی روی آورد.